# The Tip of the Zoidberg
The Tip of the Zoidberg (рус. «Верхушка Зойдберга») — 23 эпизод 6 сезона мультсериала «Футурама».

## Сюжет
Получив незначительное ранение, Фрай обращается к Зойдбергу. В ходе оказания помощи оказывается изувечен весь экипаж, за исключением Фарнсворта. Команда, возмущенная некомпетентностью врача, требует от Профессора увольнения Зойдберга, однако тот отказывается. Вскоре Фарнсворт вызывает Зойдберга к себе и просит его о смерти, мотивируя это тем, что «время пришло». Зойдберг нехотя соглашается, но при попытке убийства оказывается задержан и изолирован командой. В отчаянии Профессор открывает подчиненным суть соглашения между ним и декаподианцем: во время давней экспедиции на Тритон в 2927 году Фарнсворт заразился смертельной гипермалярией и взял с Зойдберга обещание избавить его от страданий в случае проявления симптомов болезни. Команда обнаруживает, что Зойдберг сбежал, и решает самостоятельно исполнить волю Профессора.
Зойдберг тем временем выясняет истинную причину недомогания Фарнсворта — спасая декаподианца от тритонианского йети, Профессор заразился «йетизмом» и теперь постепенно превращается в животное. С трудом добыв необходимые ингредиенты, Зойдберг возвращается в Planet Express и в последний момент успевает создать лекарство, вернувшее Профессора в нормальное состояние.

## Персонажи
Список новых или периодически появляющихся персонажей сериала
- Мамочка
- Уолт, Ларри и Игнар
- Скраффи
- Хэтти МакДугал

## Интересные факты
- Первоначальное название эпизода — «Nine-tenths of a Zoidberg is Underwater».
- Чрезмерно переусложнённая машина для эвтаназии напоминает механизмы Руба Голдберга.